# Tweedles
Albums de The Residents
The River of Crime (Episodes 1-5)
(2006) The Bunny Boy
(2008)
Tweedles est un album des Residents sorti en 2006.

## Titres
1. Dreams
2. Almost Perfect
3. Mark Of The Male
4. Life
5. Isolation
6. Stop Signs
7. Elevation
8. Forgiveness
9. Insincere
10. The perfect lover
11. Brown Cow
12. Sometimes
13. Ugly (at the End)
14. Keep Talkin
15. Shame On Me
16. Susie Smile